# Cyclone Taylor
Frederick Wellington Taylor, detto Cyclone (Tara, 23 giugno 1884 – Vancouver, 9 giugno 1979), è stato un hockeista su ghiaccio canadese.

## Biografia
Nel corso della sua carriera ha giocato con Portage la Prairie (1905/06), Portage Lakes (1905-1907), Ottawa Senators (1907/08, 1908/09), Pittsburgh PAC (prime tre gare della stagione 1908/09), Renfrew Creamery Kings (1909-1911) e Vancouver Millionaires (1912-1921). Nel 1921 annunciò il ritiro, ma scese un'ultima volta sul ghiaccio nel dicembre del 1922 con la maglia dei Vancouver Maroons.
Nel 1947 è stato inserito nella Hockey Hall of Fame.

## Palmarès
- Stanley Cup: 2

Ottawa Senators: 1909
Vacouver Millionaires: 1915